# Dołżyca (powiat sanocki)
Dołżyca (j. łemkowski Должыця, w latach 1977–1981 Długopole) – wieś w Polsce położona w województwie podkarpackim, w powiecie sanockim, w gminie Komańcza.
Wieś prawa wołoskiego w latach 1501–1550, położona w ziemi sanockiej województwa ruskiego, w drugiej połowie XVII wieku należała do starostwa krośnieńskiego. W latach 1975–1998 miejscowość należała administracyjnie do województwa krośnieńskiego.

## Położenie
Wieś leży w dolinie potoku Dołżyca. Jej centrum (ok. 525 m n.p.m.) jest położone ok. 4 km na pd.-zach. od centrum Komańczy i ok. 3 km na wsch. od granicy państwowej polsko-słowackiej.

## Historia
Wieś była lokowana w pierwszej połowie XVI wieku. Od 1340 do 1772 należała do ziemi sanockiej w województwie ruskim. Od roku 1539 była w posiadaniu Mikołaja Herburta Odnowskiego. W połowie XIX wieku właścicielem posiadłości tabularnej w Dołżycy był Alfred Lubaczewski.
Następnie do 1914 leżała w powiecie sanockim, powiat sądowy w Sanoku, powiat podatkowy i gmina Bukowsko, austriacka prowincja Galicja. Od listopada 1918 do stycznia 1919 Republika Komańczańska. Do roku 1939 powiat sanocki, województwo lwowskie. Parafia łacińska w Bukowsku.
W 1898 r. wieś liczyła 381 osób oraz 55 domów, powierzchnia wsi wynosiła 8,40 km². Wieś zamieszkana była głównie przez społeczność łemkowską oraz żydowską. W roku 1900 wieś liczyła 357 mieszkańców.
W 1905 Józef Mikołaj Potocki posiadał we wsi obszar głównie leśny 439 ha, a w 1911 posiadał 317 ha.
Po drugiej wojnie światowej mieszkańcy w większości zostali wysiedleni na Ukrainę w 1945 i w koszalińskie i olsztyńskie w 1947. Nowi osadnicy przybyli z terenu całej Polski.
W 1954 rozebrano drewnianą cerkiew greckokatolicką św. Michała wraz z dzwonnicą, która znajdowała się obok cmentarza. Cerkiew powstała w 1840. Ikony dla niej malowali Bogdańscy. Naprzeciw cmentarza urządzono w niewielkim budynku kaplicę rzymskokatolicką użytkowaną do początku XX w. Nowy filialny kościół rzymskokatolicki pw. bł. Edmunda Bojanowskiego poświęcono w 2005.

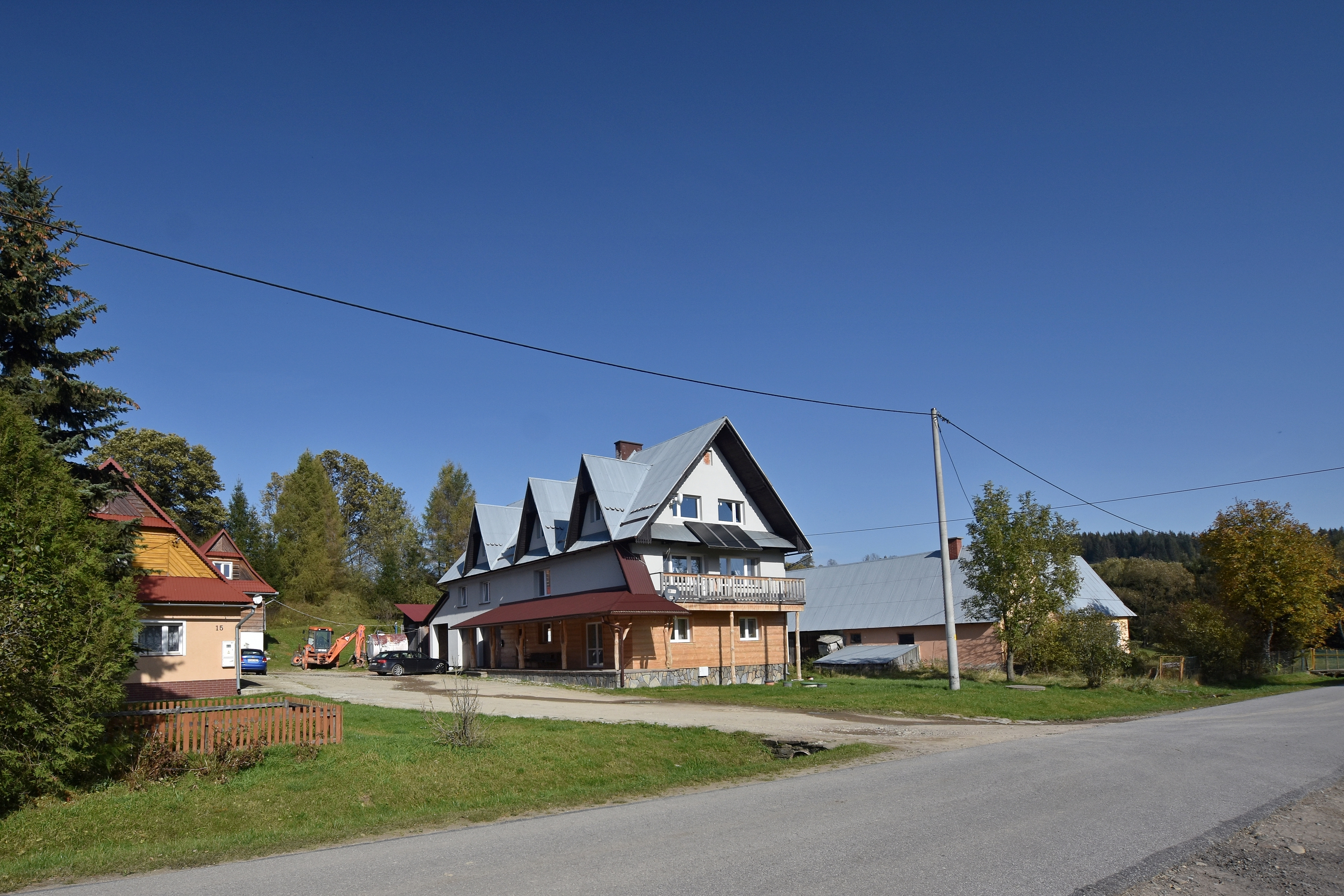
Centrum miejscowości
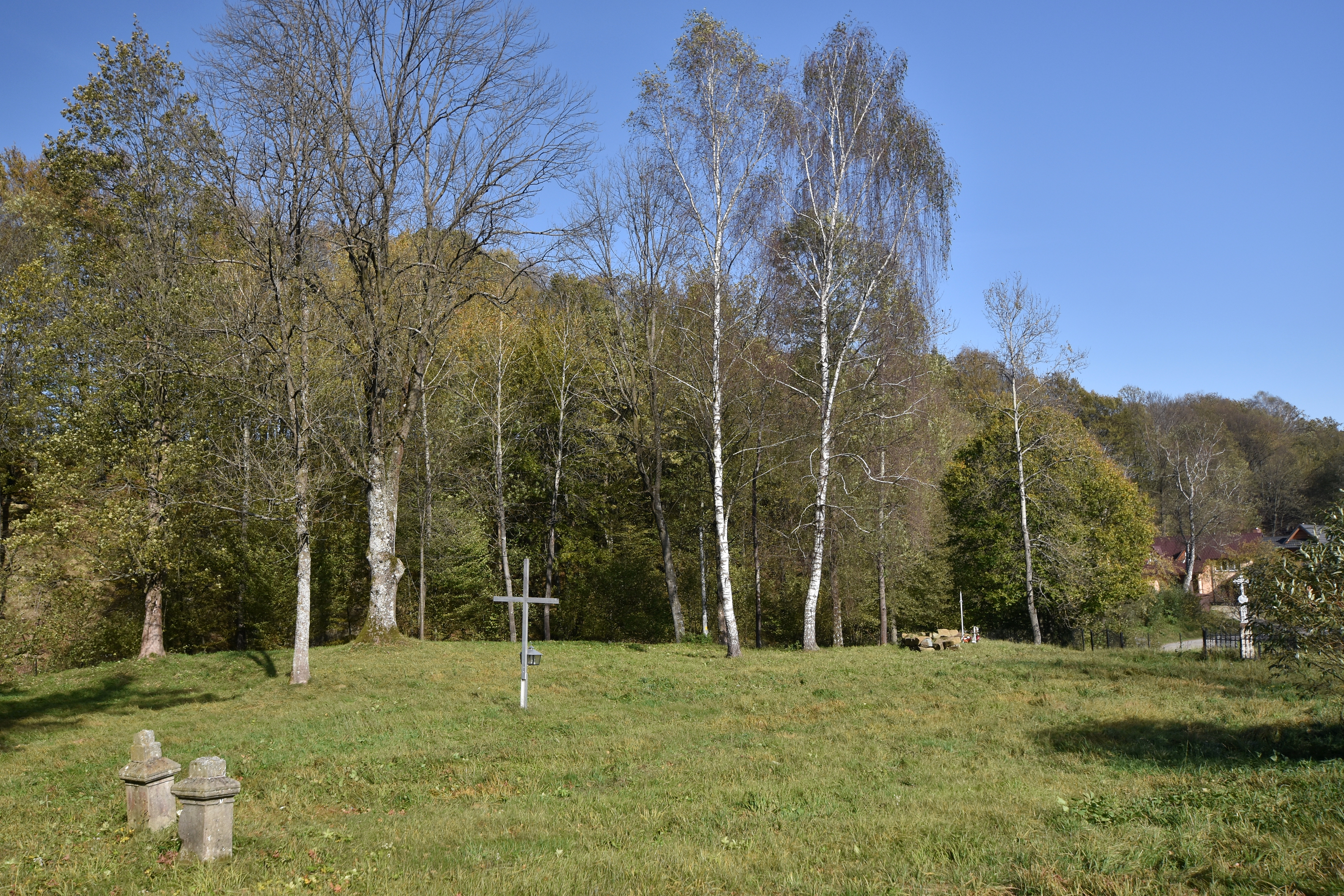
Cmentarz
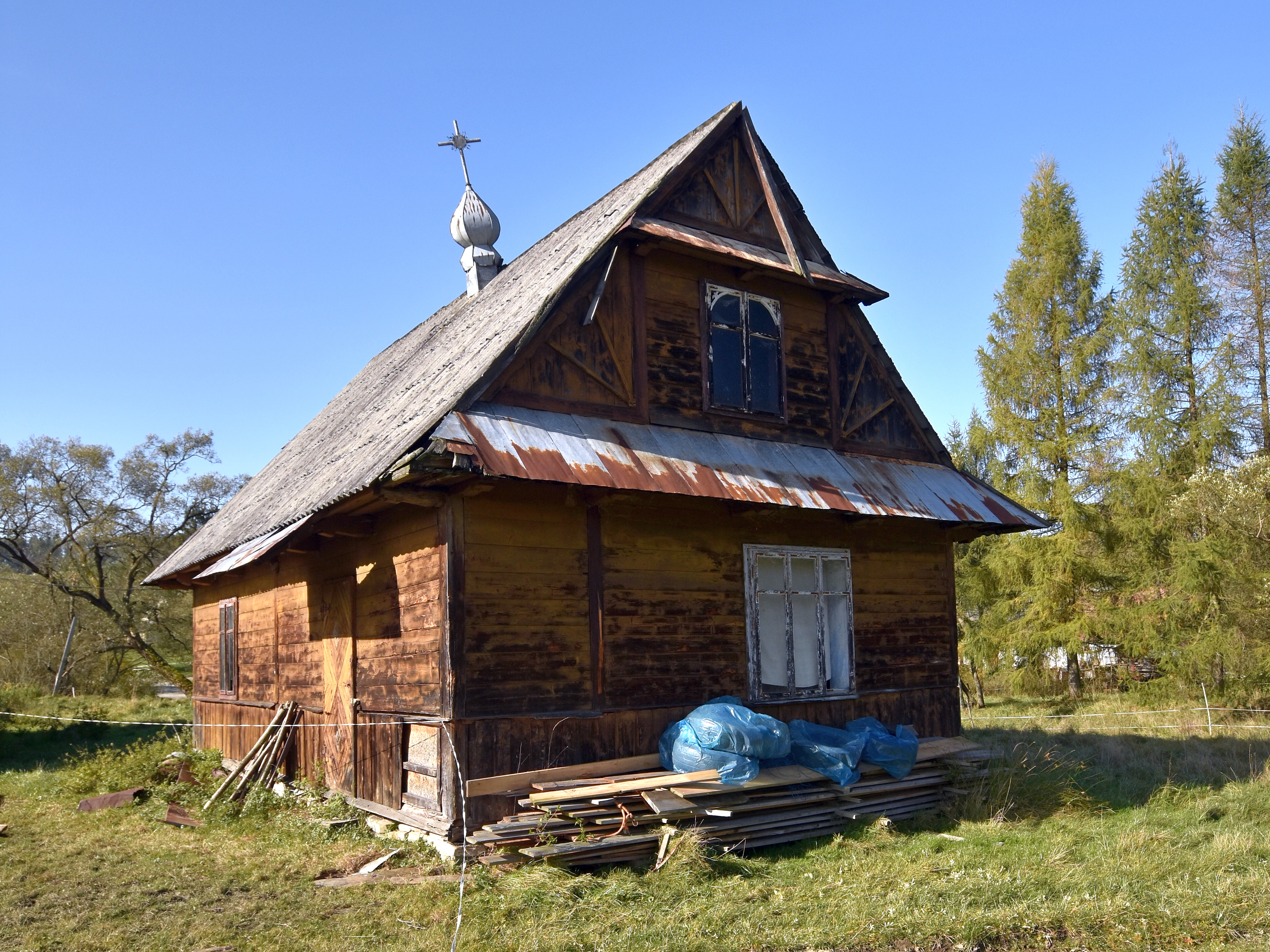
Dawna kaplica rzymskokatolicka

## Szlaki piesze
- Komańcza – Dołżyca – Garb Średni (822 m n.p.m.) – Kanasiówka (823 m n.p.m.) – Moszczaniec